# مارك كينيدي (ضابط شرطة)
مارك كينيدي (بالإنجليزية: Mark Kennedy) هو ضابط شرطة بريطاني، ولد في 7 يوليو 1969 في كمبرول ‏ في المملكة المتحدة.